# Alice (Südafrika)
Alice ist eine Kleinstadt in der Gemeinde Raymond Mhlaba, Distrikt Amathole in der Provinz Eastern Cape von Südafrika. Sie liegt in einer flachen Talsenke des Flusses Tyhume und ist in der unmittelbaren Umgebung von Hügelland umgeben. Ihre Bekanntheit erlangte sie durch die ehemalige Lovedale Mission und die heute am Stadtrand liegende Universität Fort Hare. 2011 hatte die Stadt 15.143 Einwohner.

## Geschichte
Die Gründung des Ortes geht auf europäische Missionare zurück, die sich seit 1824 in der Region ansiedelten. Deren Siedlung trug zunächst den Namen Lovedale, eine Würdigung des Presbyterianers John Love (1757–1825) von der Glasgow Missionary Society. Wegen mehrfacher Zerstörung wurde Lovedale an verschiedenen Stellen unweit des heutigen Stadtgebietes neu errichtet. Später erhielt die Ortschaft nach der Prinzessin Alice, der Tochter von Queen Victoria, ihren heutigen Namen.
 Im Jahre 1841 eröffneten die Presbyterianer im Norden der Siedlung Alice eine Missionsschule.
Auf Betreiben des britischen Colonels John Hare wurde in der Grenzzone zum Xhosa-Gebiet eine Befestigungslinie festgelegt. In einer Reihe von kleinen Forts setzten die Briten im Rahmen der Grenzkriege dieses Vorhaben um. Ein befestigter Punkt davon war das 1846 begonnene und ein Jahr später eröffnete Fort Hare in Alice. In den Grenzkriegen wurde die Siedlung mit ihrer benachbarten Missionsschule bedroht und schließlich teilweise zerstört. Kriegsbedingt verlegten die Bewohner die Ansiedlung auf das Westufer des Tyhume-Flusses. Das erforderliche Land erhielten sie von der Britischen Krone.
Als das Fort für militärische Zwecke nicht mehr relevant war und es 1856 offiziell aufgegeben wurde, verfielen seine Bauten.
Die Missionsarbeit wurde unabhängig von den Zerstörungen im Umfeld verstärkt fortgesetzt. 1867 begann James Stewart (1831–1905) seine Arbeit in der Lovedale-Mission. In den Jahren zwischen 1878 und 1890 baute er sie stark aus. Dabei entstand auch eine Schule für junge Xhosa-Frauen unter der Leitung von Jane Elizabeth Waterston (1843–1932).

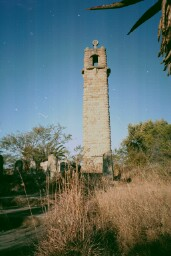
James-Stewart-Denkmal auf dem Hügel Sandile’s Kop bei Alice

Aus der anfänglich kleinen Missionsbildungsstätte entwickelte sich eine anerkannte Einrichtung für die Xhosa-Bevölkerung in der Region. Daraus ging schließlich im Februar 1916 unter dem Namen South African Native College die spätere Universität Fort Hare hervor. Das College übernahm die Ruinen und verbliebenen Gebäude des Forts. Durch diese Entwicklung wuchs nun auch die kleine städtische Siedlung neben dem Campus. Im Gedenken an James Stewart und sein Schaffen wurde nach seinem Tod östlich der Ortschaft einen Gedenkturm errichtet.
Bis zur Neugliederung der Verwaltungseinheiten Südafrikas in den 1990er Jahren war Alice der Verwaltungssitz des Distrikts Victoria East.

## Wirtschaft

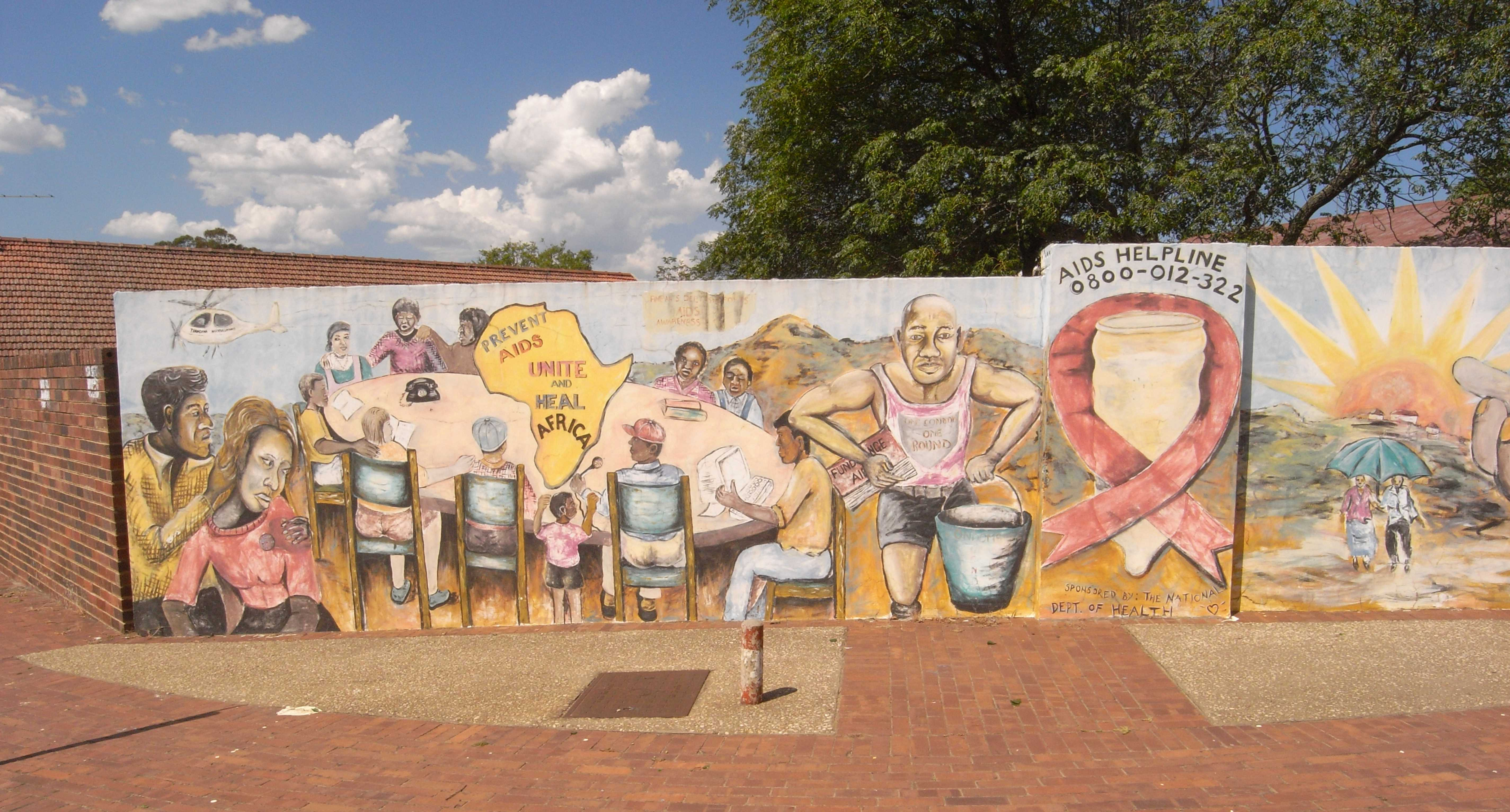
Wandbild zur Aids-Aufklärung unweit vom Campus Fort Hare

Alice kann bisher keine bemerkenswerten wirtschaftlichen Schwerpunkte vorweisen. Der größte Arbeitgeber ist die Universität. Hier sind neben inländischem Personal auch ausländische Fachkräfte tätig. Einen wichtigen Faktor für die Kaufkraft bildet die Studentenschaft, die fast vollständig aus Südafrika und anderen afrikanischen Staaten stammt.
Alice ist der weltweit führende Ort bei der Verarbeitung der Pelargonium sidoides-Wurzel.
Ferner gibt es für die regionale Bevölkerung Einzelhandel und regionale Dienstleistungen.

## Verkehr
Eine Verbesserung der Lage verspricht man sich mit dem Ausbau (2007/2008) der Nationalstraße R63 zu einer modernen Schnellstraße und ihrem Anschluss an die von East London kommende und in King William’s Town endende Autobahn.
Alice verfügt über einen Eisenbahnanschluss mit Verbindungen nach East London, Gqeberha und in Richtung Provinz Freistaat.

## Sehenswürdigkeiten und Kultur
- altes Fort (heute in den Universitätscampus integriert)
- De Beers Centenary Art Gallery (Kunstmuseum auf dem Universitätscampus)
- François-Stephanus-Malan-Museum (Kunstmuseum auf dem Universitätscampus)
- Archiv der Befreiungsbewegungen, gegründet 1992 (auf dem Universitätscampus)
- Universitätscampus der University of Fort Hare
- Sportanlagen der Universität
- James-Stewart-Turm und Denkmal auf dem Hügel Sandile’s Kop bei Alice (Grab von James Stewart)